# Jīvaka
Jīvaka (tiếng Pali: Jīvaka Komārabhacca; tiếng Phạn: Jīvaka Kaumārabhṛtya)  là thầy thuốc riêng (tiếng Phạn: vaidya) của Đức Phật và vua Bimbisāra. Ông sống ở Rājagṛha, Rajgir ngày nay, vào thế kỷ thứ 5 trước Công nguyên. Đôi khi được mô tả là "Vua thuốc" (bính âm: yi wang),  ông nổi bật trong các giai thoại ở châu Á với tư cách là một thần y, và được các thầy lang truyền thống ở một số nước châu Á tôn vinh.
Các tường thuật về Jīvaka có thể được tìm thấy trong kinh văn Phật giáo Sơ kỳ trong cả truyền thống Pāli và Mūlasarvāstivāda, cũng như các bài giảng Phật giáo sau này và các văn bản Avadāna sùng đạo. Các truyền thống khác nhau đều đồng ý rằng Jīvaka được sinh ra như một đứa con của kỹ nữ, nhưng không biết chính xác cha mẹ của ông là ai. Bất chấp điều đó, Jīvaka đã được tìm thấy và nuôi dưỡng bởi những người từ triều đình của vua Bimbisāra. Khi lớn lên, Jīvaka quyết định đến Takṣaśilā để học y học cổ truyền từ một người thầy được kính trọng. Sau bảy năm, ông bắt đầu hành nghề chữa bệnh ở Rājagṛha. Những kỳ tích y học của ông đã mang lại cho ông danh tiếng và ông nhanh chóng được bổ nhiệm làm thầy thuốc riêng của vua Bimbisāra và Đức Phật. Khi Jīvaka tiếp xúc nhiều hơn với Đức Phật, ông trở thành một người ủng hộ quan trọng của Ngài và cuối cùng thành lập tu viện Jīvakarāma. Bimbisāra sau đó bị giết bởi con trai mình là Ajatashatru. Nhưng cuối cùng Jīvaka đã đưa kẻ cướp ngôi đến gặp Đức Phật, để vị vua mới sám hối những việc mà mình đã làm.
Trong các tài liệu, Jīvaka được mô tả đang thực hiện các thủ thuật y tế phức tạp, bao gồm cả những thủ thuật có thể được hiểu là phẫu thuật não. Các học giả đang tranh luận xem những mô tả này có giá trị lịch sử ở mức độ nào. Bất chấp điều đó, Jīvaka được tôn vinh trong suốt lịch sử châu Á bởi những người theo đạo Phật, và ở một mức độ nào đó bởi những người hành y bên ngoài Phật giáo, như một thầy thuốc mẫu mực và một vị thánh Phật giáo. Một số tài liệu y khoa thời trung cổ ở Ấn Độ và Trung Quốc được cho là của ông. Cho đến ngày nay, Jīvaka được người Ấn Độ và Thái Lan tôn vinh như một vị thần bảo hộ cho y học cổ truyền, và ông có vai trò trung tâm trong tất cả các nghi lễ liên quan đến y học cổ truyền Thái Lan. Hơn nữa, hình ảnh nhân vật huyền thoại của Jīvaka đã đóng một vai trò quan trọng trong việc giúp truyền bá Phật giáo. Một số chi tiết trong lời kể của Jīvaka đã được điều chỉnh để phù hợp với môi trường địa phương nơi chúng được truyền lại. Tu viện Jīvakarāma được xác nhận bởi Xuan Zang vào thế kỷ thứ 7, và nó được khai quật vào thế kỷ 19. Hiện nay, nó là một trong những tu viện Phật giáo lâu đời nhất với những di tích khảo cổ vẫn còn tồn tại.

### Thân thế
Các tài liệu sớm nhất, truyền thống Pāli,   cũng như Luật tạng Pháp Tạng bộ chữ Hán và kinh T. 553, mô tả rằng Jīvaka sinh ra ở Rājagṛha (Rajgir ngày nay) là con của một kỹ nữ (tiếng Phạn: gaṇikā; trong kinh điển Pāli và Dharmaguptaka, đây không phải là Āmrapālī, mà là Salāvatī), người đã bị một nô lệ vứt bỏ vào đống rác. Sau đó, ông được một vương tử tên là Abhaya, con trai của vua Bimbisāra, tìm thấy. Vị vương tử này đã quyết định nuôi nấng và đặt tên cho ông là "người còn sống" (tiếng Pali: jīvati), vì đã sống sót qua nghiệt ngã. Các truyền thống Pāli, Tây Tạng và tiếng Phạn giải thích rằng tên thứ hai của ông là Komārabhacca, bởi vì ông được nuôi dưỡng bởi một vương tử (tiếng Pali: kumāra), nhưng các học giả cho rằng cái tên này có nhiều khả năng liên quan đến Kaumārabhṛtya: một thuật ngữ liên quan đến sản khoa và nhi khoa Ấn Độ cổ đại, một trong tám nhánh của Āyurveda. Khi lớn lên, Jīvaka biết về nguồn gốc hèn mọn và quyết tâm tìm cho mình một nền giáo dục tốt để bù đắp cho xuất thân. Dấu người cha nuôi vương tử Abhaya, ông đã đến học y khoa tại một nơi học tập cổ xưa tên là Takṣaśilā (người Hy Lạp gọi là Taxila), hiện được xác định là một thành phố ở Islamabad, Pakistan. 

### Địa vị vương tử
Các tài liệu Phạn ngữ và các bản dịch Tạng ngữ ban đầu trong truyền thống Mūlasarvāstivāda nói rằng Jīvaka được sinh ra là đứa con rơi của vua Bimbisāra và vợ của một thương gia, người trong tài liệu Jīvaka Sūtras Hán dịch được xác định là kỹ nữ Āmrapālī. Tuy nhiên, trong phiên bản tiếng Phạn và tiếng Tạng, tên vợ người thương gia không được xác định, trong khi Āmrapālī được coi là mẹ của vương tử Abhaya thay vì Jīvaka. Các văn bản tiếng Phạn và Tạng, cũng như kinh T. 554, tường thuật rằng nhà vua có quan hệ với người phụ nữ và sau đó người phụ nữ đã mang thai. Khi đứa con được sinh ra, người phụ nữ đã đưa đứa trẻ đến trước cung điện trong một chiếc làn. Nhà vua đã sai những người hầu đưa đức trẻ vào cung và gọi tên đứa trẻ là "người đang sống" (tiếng Phạn và tiếng Pali: jīvaka). Trong phiên bản Tạng ngữ, khi đứa trẻ lớn lên, đã bắt đầu quan tâm đến y học khi nhìn thấy một số vaidyas (thầy thuốc) thăm nom. Do đó, cậu quyết định học nghề bác sĩ ở Takṣaśilā. Trong Luật tạng Dharmaguptaka và Jīvaka Sūtras Hán dịch, Jīvaka đã thể hiện khả năng y học cao siêu của mình so với sự kém cỏi của các ngự y, sau đó anh quyết định tiếp tục học ở Takṣaśilā. Trong thời gian đó, Takṣaśilā nằm dưới sự cai trị của Achaemenid, sau cuộc chinh phục của Achaemenid đối với Thung lũng Indus vào khoảng năm 515 TCN.  

### Khai tâm La-hán
Các tài liệu Phật giáo Hán truyền kể rằng Jīvaka là thái tử của một vương quốc ở miền Trung Ấn Độ. Khi nhà vua qua đời, em trai của ông đã chuẩn bị một đội quân để chiến đấu với Jīvaka. Nhưng Jīvaka nói rằng mình không quan tâm đến ngôi vị, bởi vì tâm trí của ông hướng về Đức Phật. Ông đã để lộ ngực, cho thấy hình ảnh Đức Phật khắc trong tim. Do chuyện này, Jīvaka được gọi là 'Khai tâm La-hán'. 
Trong tất cả các phiên bản của câu chuyện, Jīvaka đã từ bỏ ngai vàng để theo học tại Takṣaśilā. Khi đó, cậu có lẽ đã được 16 tuổi.

### Cuộc sống ở Takṣaśilā
Ông đã được đào tạo trong bảy năm ở Takṣaśilā bởi một <i id="mw7g">ṛṣi</i> (nhà tiên kiến) tên là Ātreya Punarvasu,    mà các văn bản Tây Tạng cho biết từng là thầy thuốc của cha Bimbisāra. 
Jīvaka đã học các chuyên luận y học Āyurveda cổ điển thời bấy giờ, chẳng hạn như Caraka Saṃhitā (được gán cho Ātreya)  và Suśruta Saṃhitā,  mặc dù một số phương pháp điều trị Jīvaka sau này cũng chỉ ra các truyền thống kiến thức thời trung cổ khác.  Ātreya đã giúp Jīvaka xây dựng kỹ năng quan sát của mình.  Jīvaka được biết đến với khả năng quan sát của mình, như được mô tả trong nhiều câu chuyện. Trong một tài khoản, Jīvaka đã xem xét dấu chân của một con voi và có thể mô tả rất chi tiết về người cưỡi voi, chỉ dựa trên dấu chân của voi.  các văn bản Tây Tạng có nói rằng Jīvaka phải chịu đựng sự ghen tị từ các bạn học, những người đã buộc tội Ātreya thiên vị anh ta, vì anh ta đến từ triều đình.  Trong phiên bản tiếng Pāli và tiếng Trung của câu chuyện, Ātreya sau đó đã cử Jīvaka và các học trò của mình đi tìm bất kỳ loại cây nào trong rừng không có dược tính. Tuy nhiên, Jīvaka thất vọng quay lại nói với Ātreya rằng anh không thể tìm thấy một loại cây nào mà anh không nhận ra dược tính của nó.  Khi Ātreya hài lòng với tiến độ này, ông đưa cho Jīvaka một ít tiền và tiễn anh ta đi,   nhưng không phải trước khi thừa nhận anh ta là người kế vị tiếp theo của mình.
Các tường thuật về Jīvaka có thể được tìm thấy trong kinh văn Phật giáo Sơ kỳ trong cả truyền thống Pāli và Mūlasarvāstivāda, cũng như các bài giảng Phật giáo sau này và các văn bản Avadāna sùng đạo. Các truyền thống khác nhau đều đồng ý rằng Jīvaka được sinh ra như một đứa con của kỹ nữ, nhưng không biết chính xác cha mẹ của ông là ai. Bất chấp điều đó, Jīvaka đã được tìm thấy và nuôi dưỡng bởi những người từ triều đình của vua Bimbisāra. Khi lớn lên, Jīvaka quyết định đến Takṣaśilā để học y học cổ truyền từ một người thầy được kính trọng. Sau bảy năm, ông bắt đầu hành nghề chữa bệnh ở Rājagṛha. Những kỳ tích y học của ông đã mang lại cho ông danh tiếng và ông nhanh chóng được bổ nhiệm làm thầy thuốc riêng của vua Bimbisāra và Đức Phật. Khi Jīvaka tiếp xúc nhiều hơn với Đức Phật, ông trở thành một người ủng hộ quan trọng của Ngài và cuối cùng thành lập tu viện Jīvakarāma. Bimbisāra sau đó bị giết bởi con trai mình là Ajatashatru. Nhưng cuối cùng Jīvaka đã đưa kẻ cướp ngôi đến gặp Đức Phật, để vị vua mới sám hối những việc mà mình đã làm.